# Hersin-Coupigny
Hersin-Coupigny é uma comuna francesa na região administrativa de Altos da França, no departamento de Pas-de-Calais. Estende-se por uma área de 12,02 km². Em 2010 a comuna tinha 6 305 habitantes (densidade: 524,5 hab./km²).